# Луйк, Март
Март Луйк (р. 7 ноября 1970, Таллин, Эстонская ССР) — эстонский журналист, телеведущий, медиаменеджер, председатель правления издательского дома АО Ajakirjade Kirjastus (с 25 июня 2008 года).

## Биография
Март Луйк окончил Таллиннский университет в 1989 году. В Тартуском Университете сначала занимался СМИ (1994), а позже дирекцией по вопросам связи с общественностью (2010). 
С 1 июня 2001 года по 3 июля 2005 года — генеральный директор канала Дарьял ТВ/ДТВ-Viasat. До этого он занимал должности генерального директора и председателя совета директоров TV3 Эстония. Был главным редактором службы новостей TV3 Эстония и главным редактором газеты Sonumileht («Сынумилехт»). Участвовал в производстве телепрограмм с 1993 года. В течение двух лет вел ежедневную программу «Перекрестный огонь» на TV3.

## Награды
- Крест «За заслуги» (2021 год, Министерство иностранных дел Эстонии)[3]